# Уильямс, Фрэнк (велогонщик)
Фрэнк Уильямс (англ. Frank Williams; род. 12 декабря 1964) — сьералеонский шоссейный велогонщик. Участник летних Олимпийских игр 1988 года.

## Карьера
В 1988 году был включён в состав сборной Сьерра-Леоне на летних Олимпийских играх в Сеуле. На них выступил в групповой шоссейной гонке протяжённостью 196,2 км, но не смог её завершить, как и ещё 26 из 136 участников.